# Трећа турска интервенција у Сирији
Трећа турска војна интервенција у Сирији, под шифром Операција Маслинова гранчица (Турски: Zeytin Dalı Harekâtı), је прекогранична операција турске војске и савезничких група у сиријском грађанском рату против сиријских демократских снага (СДФ) састављене од Сиријских Курда. Операције су у току у подручју између Турске покрајине Хатај на западу и Сиријског града Азаз на истоку са центром у већински Курдском округу Африн. Турска војска подржава сиријске побуњеничке групе, од којих су неке користиле Слободну сиријску армију у борбама против сиријских демократских снага (СДФ) од 20. јануара 2018. године.

## Позадина
Турска се деценијама борила против ПКК у југоисточној Турској. Процењује се да је у сукобу погинуло 40.000 људи. Турска влада је јавно изјавила да не препознаје разлику између снага силе СДФ и ПКК и каже да су обе терористичке организације које угрожавају Турску. Док је ПКК проглашена инострана терористичка организација, позиција Сједињених Америчких Држава о СДФ-у је да то није терористичка организација већ легитимна аутономна организација Сиријских Курда која се активно борила против Исламске Државе и то је постало извор сукоба између два НАТО савезника.
Офанзива је услиједила због растућих напетости између турске и америчке владе у вези с подршком Сиријским демократским снагама, које се састоје пре свега од курдских бораца СДФ-а, за које Турска сматра да је огранак ПКК-а. Конкретно, Турска је приговорила најављене планове САД-а да обуче и опремају 30.000 силних СДФ граничних снага, за које Турска тврди да представљају директну претњу њиховој безбедности. "Држава коју зовемо савезником инсистира на формирању терористичке војске на нашим границама", рекао је турски предсједник Реџеп Тајип Ердоган у говору у Анкари. "Шта та терористичка војска може циљати само на Турску? Наша мисија је да је задавимо пре него што је чак рођена."

## Припреме
У данима пре офанзиве, Турска и про-турска Слободна сиријска армија размењивали су артиљеријску ватру са милитантима СДФ дуж турско-сиријске границе у близини Африна. YPG је гранатирао град Азаз који под код контролом Турска Армија и Слободна сиријска војска. Турска државна агенција Анадолија је објавила да су руски војни посматрачи на подручју Африна почели да се повлаче 19. јануара 2018. године у очекивању турске офанзиве на положају Народне заштитне јединице у Африну.
Дана 21. јануара Ердоган је упозорио да би свако у Турској који је протестовао против операције платио "велику цену". Ердоган је затим додао: "Знајте да су наше снаге сигурности на вратима где год излазите на улице."

## Офанзива
Турска влада најавила је почетак офанзиве 19. јануара 2018. године, а турски министар одбране Нуретин Цаникли изјављује: "Операција је заправо de facto започела са прекограничним гранатирањем." Он је додао да ниједна војска није прешла у Африн. Турска је касније интензивирала своје гранатирање, док су народне јединице за заштиту (YPG) тврдиле да је преко ноћи отпуштено 70 граната. Након дана гранатирања, турски борбени авиони 20. јануара 2018. извршили су ваздушне акције на граничним окружним положајима које су држале групе ПИД и ИПГ.
Начелник Генералштаба Хулуси Акар и заповједници турских војних трупа почели су да извештавају о војној операцији.
Сиријска опсерваторија за људска права изјавила је да је 14 особа у психијатријској болници рањено због гранатирања од стране сиријских демократских снага (СДФ). Турски медији извијестили су да је 20 аутобуса са сиријским опозиционим побуњеницима под турском контролом преко граничног прелаза Ончупинар прешло у Сирију. АФП фотограф изјавио је да је и 30 аутобуса који су носили сиријске борце прешли и преко граничног прелаза Чилвегозу.
Дана 20. јануара, новинска агенција про-YPG Хавар објавила је да су борци Армије револуционара у шахбовском кантону нанијели штету припадницима про-турске Сиријској Слободној армији, јер су убили 4 борца ССА и ранили 5 других, тврдећи да су пружили одговор на најновије минобацачке и артиљеријске нападе цивилних подручја. Снаге YPG-а испалиле су ракете у градове Килис и Реиханли на турско-сиријским границама, где је најмање један цивил убијен међу више рањеника. Турска је објавила да је њен ваздушни напад у Африну погодио 150 мета.
Турски генералштаб објавио је у саопштењу објављеном на својој интернет страници, рекавши да је циљ мисије да "успоставља сигурност и стабилност на нашим границама и региону, елиминише терористе ПКК/КЦК/СДФ-YPG и ИСИЛ".
Турски државни медији су 21. јануара 2018. године пријавили да су Турске оружане снаге започеле копнену офанзиву на Африн и напредовале су у територију до 5 km. Британски СОХР је објавио да су се турске трупе сукобиле с курдским милицијима на северној и западној граници Африна и ушле у градове Сханкил и Адах Манли на запад.
До 22. јануара 2018, турске снаге најавиле су заузимање седам села, иако је YPG поново заузео два. Истог дана, први турски војник је пријављен од медија да је убијен у борбама. До 23. јануара, територијални добитак про-турских снага је и даље "ограничен". Обе стране су тврдиле да су наносиле бројне жртве једни другима. У међувремену, око 5.000 цивила побегло је од напуштања Турске у граничним областима, премештајући се у централна подручја регије Африн.
Дана 27. јануара, у првом случају курдског самоубилског напада на турске снаге, женски Курдски YPG борац Зулух Хемо (звани "Авеста Хабур") наводно је бацио гранату низу турске тенкове, уништавајући тенк и убио два турска војника и себе. Напад се догодио током борби у селу Ал-Хамам. Турска војска порицала је да је у том инциденту убијен или повређен било који турски војник.
Дана 28. јануара, про-турске снаге су постигле своју прву велику победу и заузели стратешку планину Барсаја након неколико претходних напада на планину од 22. јануара, због неизвршеног курдског отпора., Следећег дана било је извештаја да су курдски борци још једном потиснули снаге под водством Турске са планине, иако је Турска то оспоравала са турским командантом потпуковником Исмаилом Метином Темелом, који води операцију, наводну посету Барсаја.
Према ријечима Агенције Анадолија, турска војска је 30. јануара, са арапским, курдским и турским језиком, избацила летке с којима је затражио од цивила "да се супротставе ПКК, ПИД, ИПГ и ИСИЛ".
Крајем јануара 2018. године, курдски званичници оптужили су Турску да је употребила напалм бомбе, оружје које је забрањено током борбе. Турске оружане снаге одбациле су употребу забрањених бомби: "Напалм, хемијска, биолошка и слична муниција која је забрањена међународним правом и уговорима, тврдећи да га не користи га Ваздухопловство, а таква муниција није у попису турских оружаних снага."